# Evangelische Stadtkirche (Lennep)

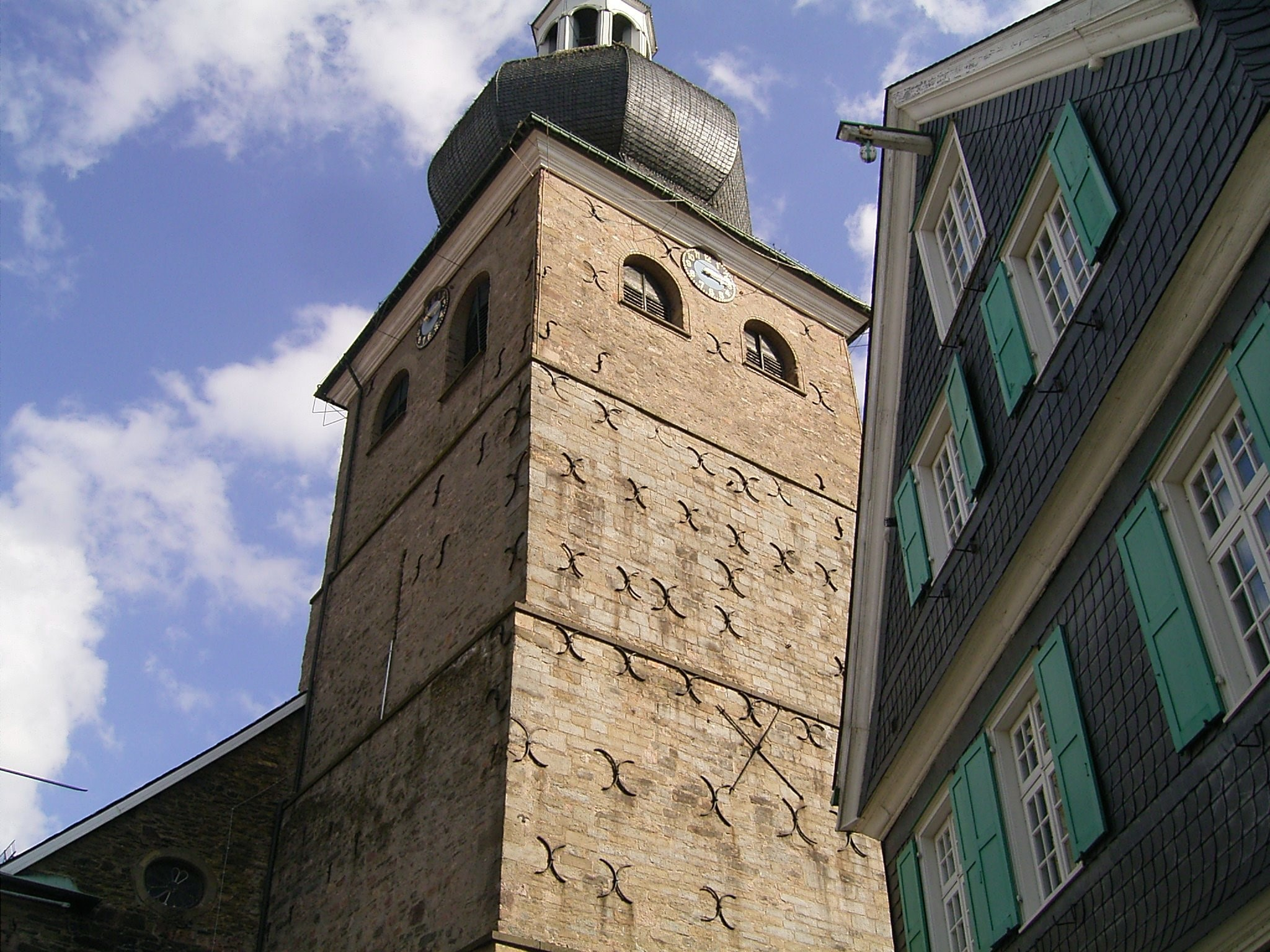
Turm der Evangelischen Stadtkirche

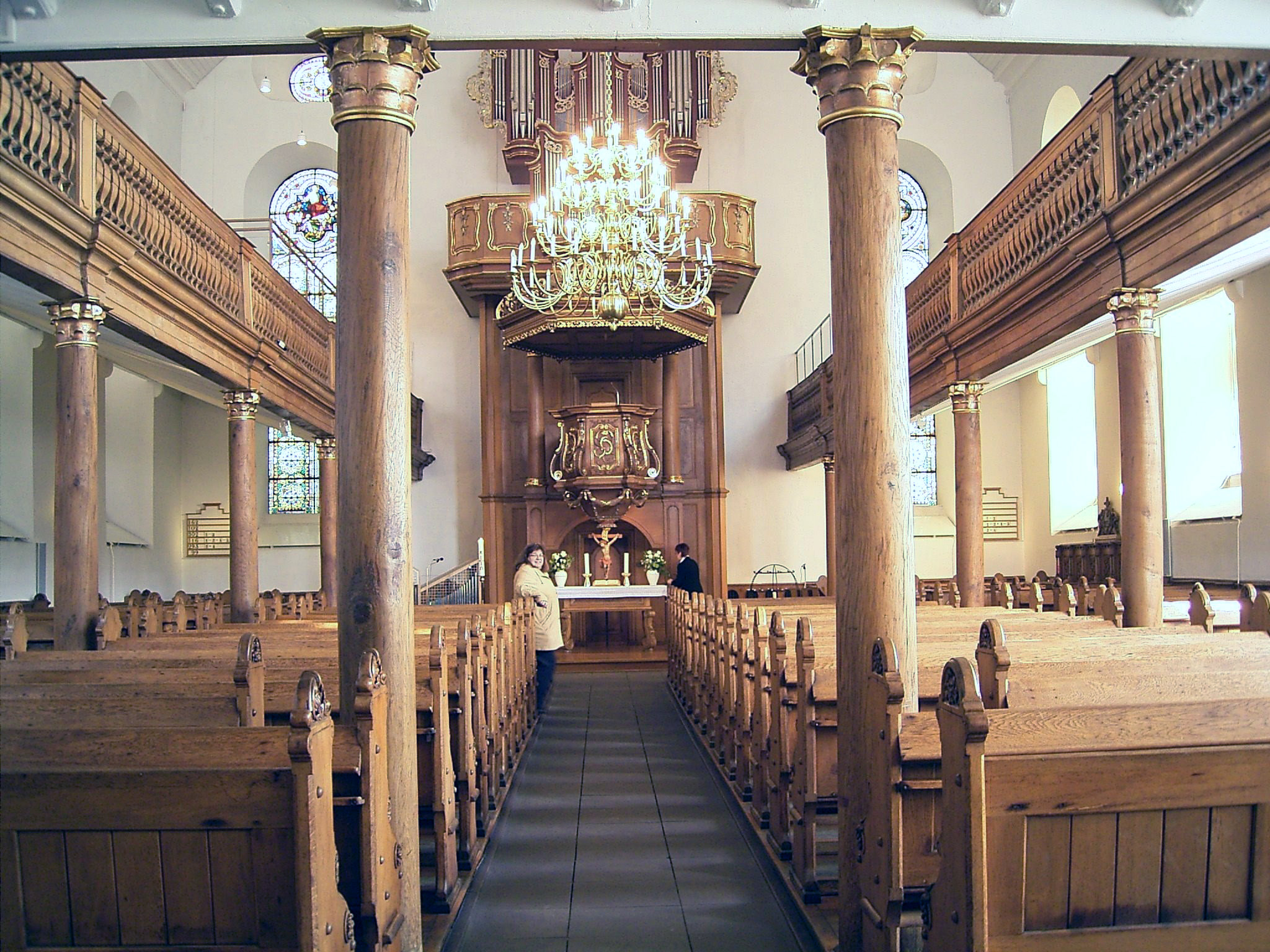
Blick zu Altar: Kanzel und Orgel

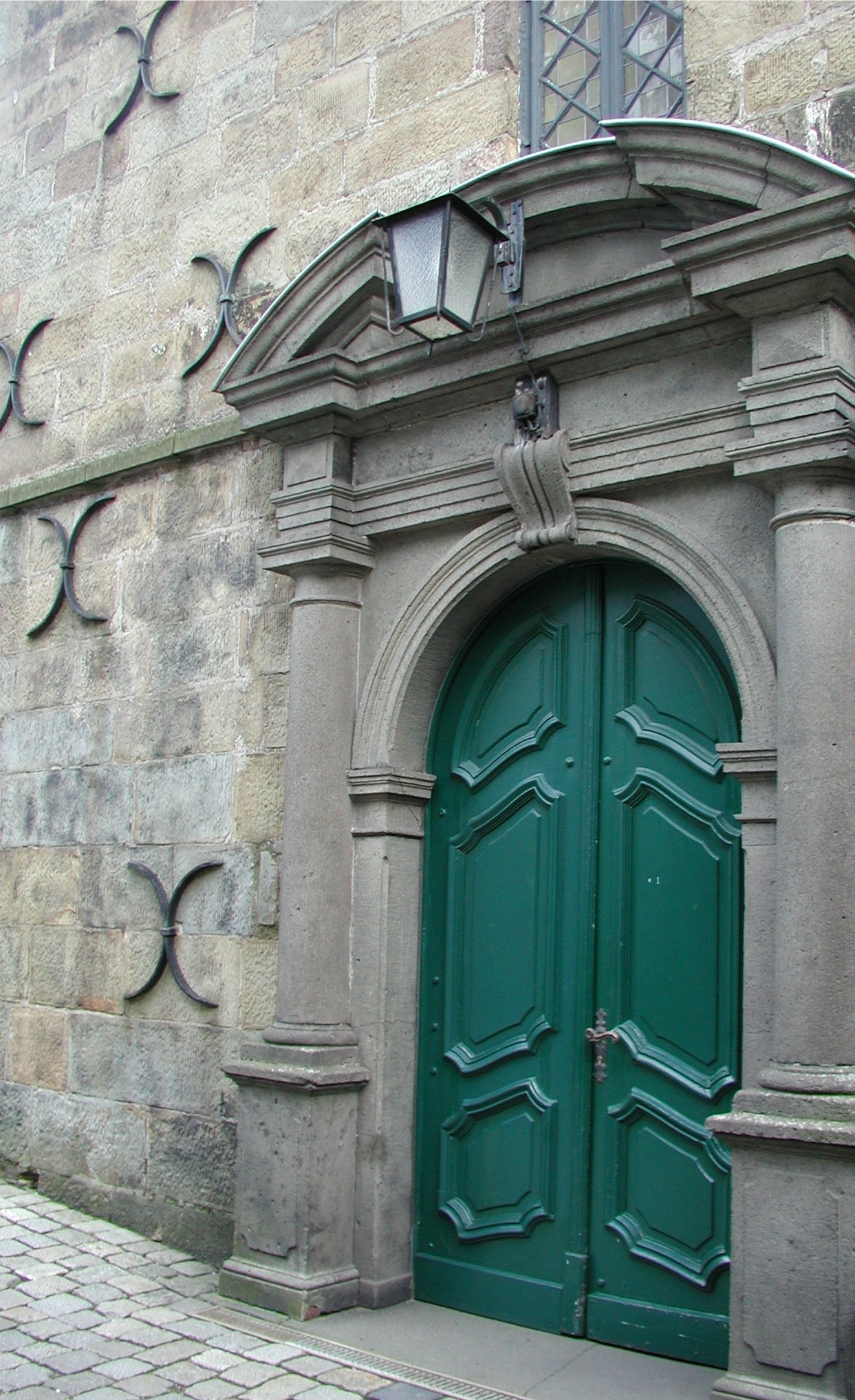
Seitentür der Ev. Stadtkirche Lennep

Die Evangelische Stadtkirche ist die evangelische Hauptkirche von Remscheid-Lennep in Nordrhein-Westfalen.

## Geschichte

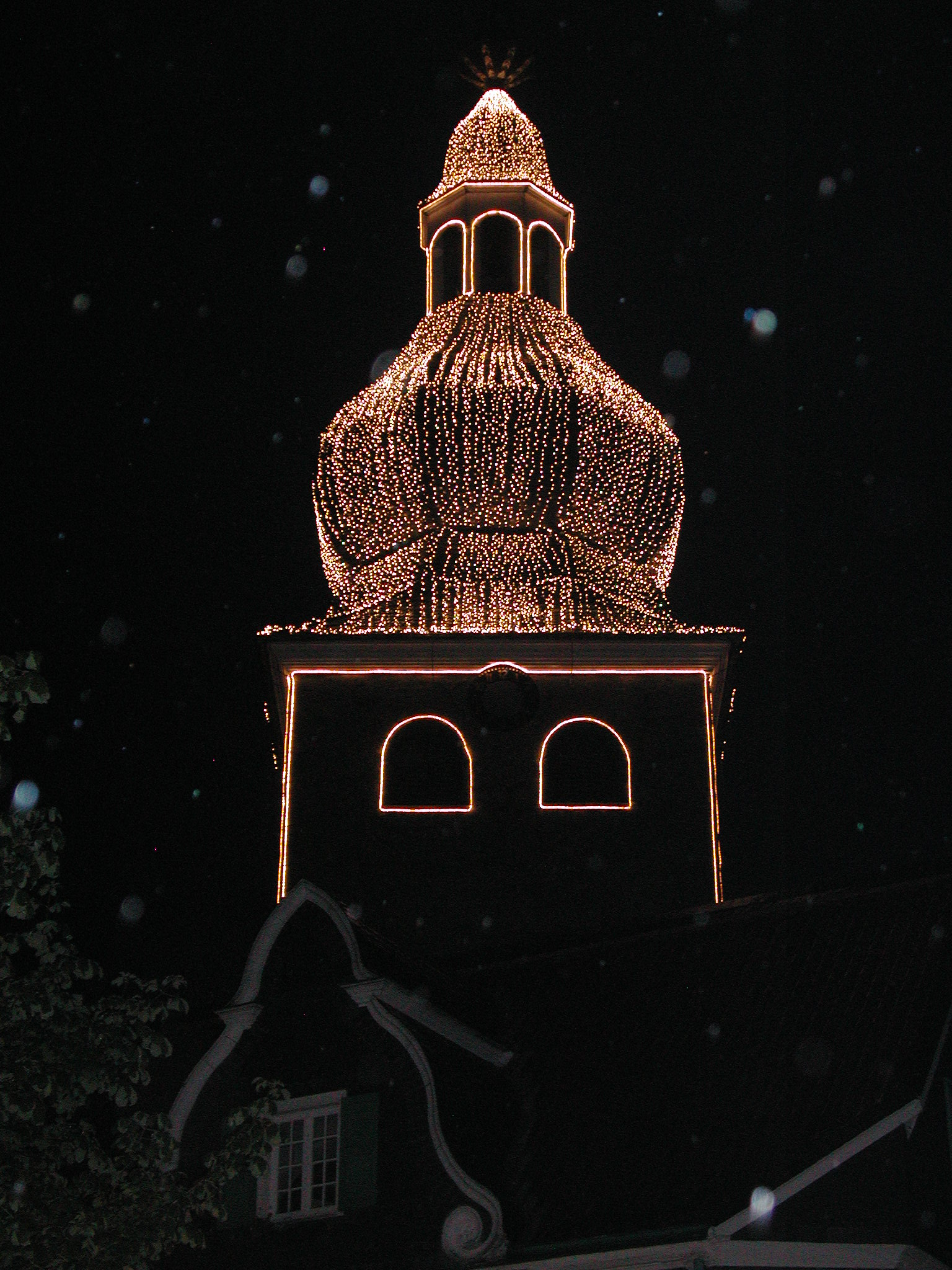
Abendbeleuchtung

Keimzelle der heutigen Stadtkirche war die dem heiligen Nikolaus geweihte Kapelle eines Fronhofs, der im 13. Jahrhundert durch den Herzog von Limburg dem Kölner Stift St. Kunibert geschenkt wurde. Im liber valoris wurde um 1300 auch noch keine Pfarrkirche in Lennep genannt, sondern nur eine capella. Eine eigene Pfarrkirche, dem heiligen Jakobus dem Älteren geweiht, besaß Lennep erst im 14. Jahrhundert, das Patronat besaß das Kunibertsstift. Neben dem dem heiligen Jakobus geweihten Hauptaltar besaß die Kirche einen dem heiligen Nikolaus geweihten Nebenaltar, der von der Bürgerschaft getragen wurde. Von diesem Gotteshaus stammt heute noch der mächtige Westturm in seinen Untergeschossen aus großen rechteckigen Quadern aus Kohlensandstein.
Der Bau des Turms wird in das 13. Jahrhundert datiert. Die Kirche entwickelte sich zu einer Station am Jakobsweg. Um 1540 wurde die Reformation eingeführt.
Nach dem vierten Lenneper Stadtbrand 1746 wurde der Neubau der Kirche notwendig. Dieser erfolgte jedoch erst 1750 bis 1756. Das Gotteshaus wurde als barocke, protestantische Predigtkirche im „Bergischen Typus“ errichtet. Mauer- oder Eisenanker, wie sie deutlich sichtbar am Kirchturm oder Giebel zu sehen sind, nennen das Jahr 1753. Den endgültigen Abschluss der Arbeiten bildete die Orgelweihe 1779. Mit einer Grundfläche von 27 × 18 Metern gehört die Lenneper Stadtkirche zu den großen bergischen Predigtkirchen. Typisch für die Kirche ist der Prinzipalaufbau von Altar, Kanzel und Orgel, die übereinander angeordnet sind. Der Kirchturm hat eine Grundfläche von 8 × 8 Meter und eine Höhe von 51 Metern. Er besteht (wie das Kirchenschiff) aus Bruchsteinen, prägt mit seiner verschieferten, achteckigen und mit einem Turmreiter versehenen Zwiebelhaube den Ortsteil und stellt eine unverkennbare und weithin sichtbare Landmarke dar.
Während beider Weltkriege blieb die Kirche unversehrt.

## Orgel

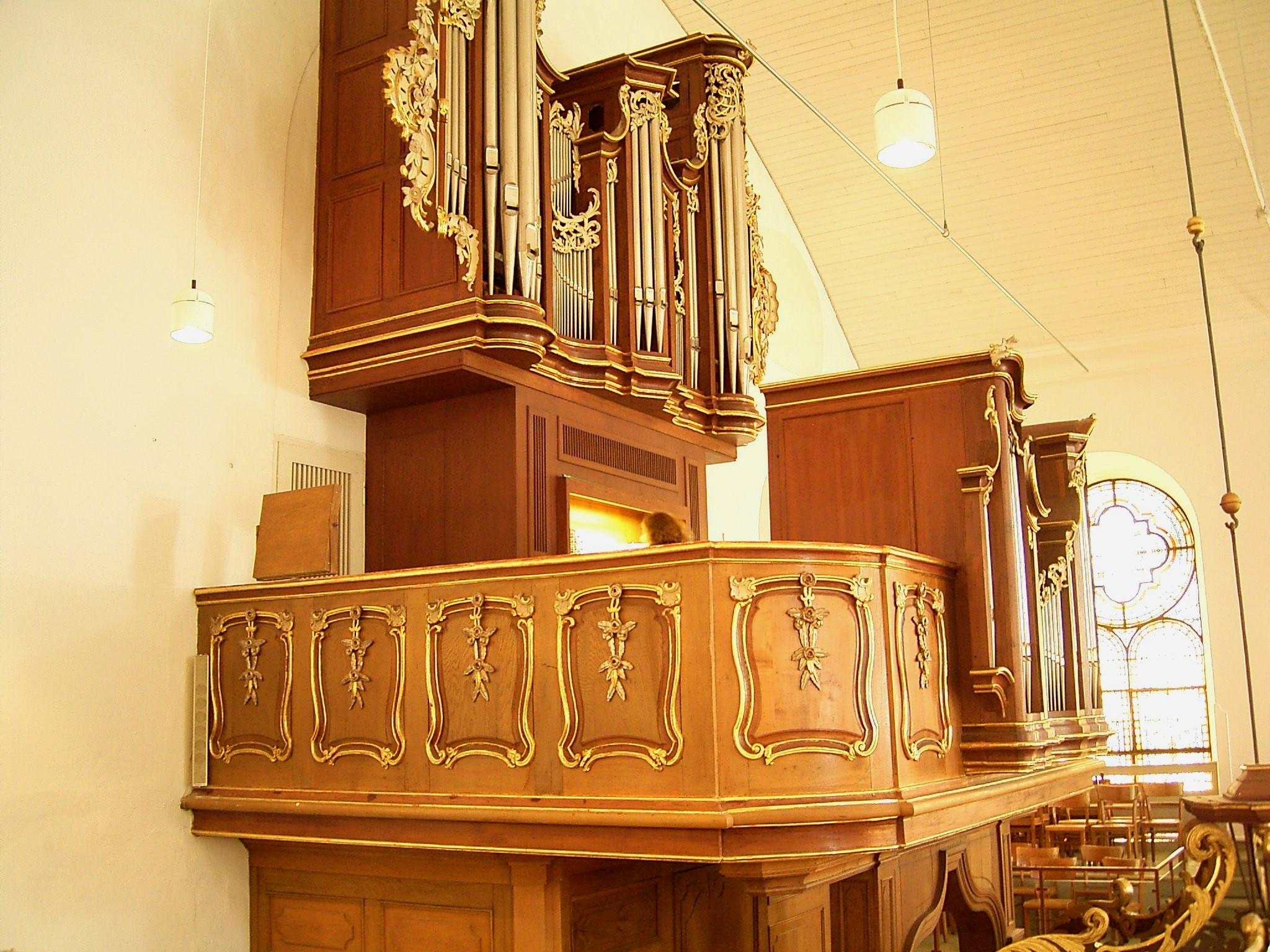
Blick auf die Orgel

Die Orgel wurde von im Jahr 1779 den Orgelbauern Kleine erbaut und 1980 von der Orgelbaufirma von Beckerath (Hamburg) umfassend restauriert. Das Instrument hat 33 Register auf zwei Manualen und Pedal. Die Spieltrakturen sind mechanisch, die Registertrakturen sind elektrisch.

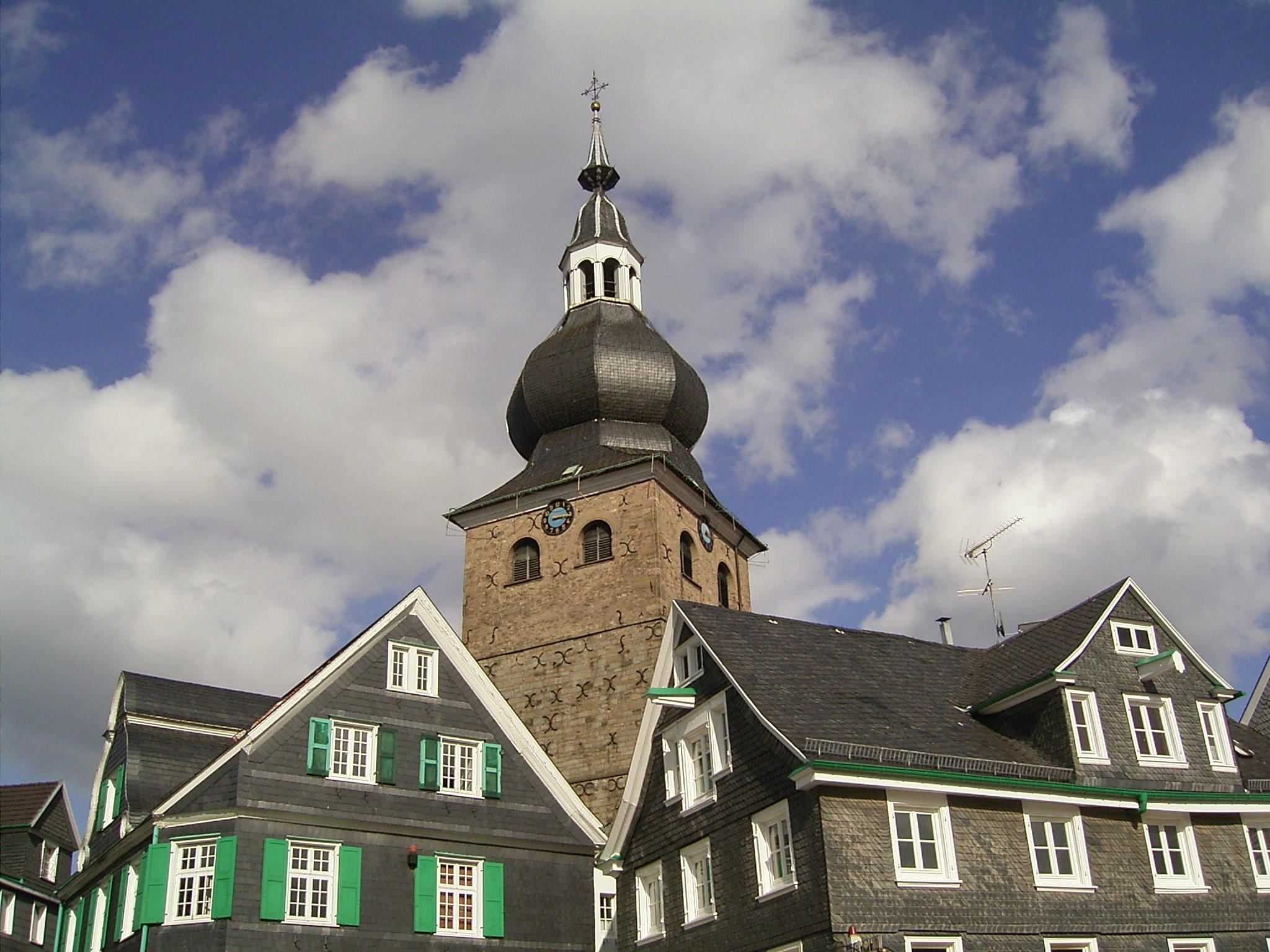
Remscheid, Evangelische Stadtkirche Lennep

| I Rückpositiv C–g3 |               |    |
| 1.                 | Gedackt       | 8′ |
| 2.                 | Quintadena    | 8′ |
| 3.                 | Prinzipal     | 4′ |
| 4.                 | Traversflöte  | 4′ |
| 5.                 | Nachthorn     | 4′ |
| 6.                 | Oktave        | 2′ |
| 7.                 | Flageolet     | 2′ |
| 8.                 | Mixtur III    |    |
| 9.                 | Fagott / Oboe | 8′ |
| 10.                | Vox Humana    | 8′ |
|                    | Tremulant     |    |

| II Hauptwerk C–g3 |                       |       |
| 11.               | Bordun                | 16′   |
| 12.               | Prinzipal             | 8′    |
| 13.               | Gambe                 | 8′    |
| 14.               | Gedackt               | 8′    |
| 15.               | Dulzflöte             | 8′    |
| 16.               | Oktave                | 4′    |
| 17.               | Rohrflöte             | 4′    |
| 18.               | Quinte                | 2 ⁄3′ |
| 19.               | Oktave                | 2′    |
| 20.               | Terzian II            |       |
| 21.               | Mixtur IV             |       |
| 22.               | Kornett IV            |       |
| 23.               | Basson / Trompete B/D | 16′   |
| 24.               | Trompete B/D          | 8′    |

| Pedalwerk C–f1 |               |        |
| 25.            | Subbaß        | 16′    |
| 26.            | Prinzipal     | 8′     |
| 27.            | Gedackt       | 8′     |
| 28.            | Quinte        | 5 1⁄3′ |
| 29.            | Oktave        | 4′     |
| 30.            | Gemshorn      | 2′     |
| 31.            | Hintersatz IV |        |
| 32.            | Posaune       | 16′    |
| 33.            | Trompete      | 8′     |

- Koppeln: I/II, I/P, II/P

## Glocken
Drei Glocken läuteten schon seit dem 18. Jahrhundert, bis während des Ersten Weltkriegs zwei der wertvollen Bronzeglocken beschlagnahmt und für die Rüstungsindustrie eingeschmolzen wurden. Nach Kriegsende war das Geld knapp und so musste im Jahre der Inflation die verbliebene Bronzeglocke in Zahlung gegeben werden, um 1923 beim Bochumer Verein drei Stahlglocken bestellen zu können. Das Geläut ist auf B-Des-Fes gestimmt.